# Witkopstruikgors
De witkopstruikgors (Atlapetes albiceps) is een zangvogel uit de familie Emberizidae (gorzen).

## Verspreiding en leefgebied
Deze soort komt voor in zuidoostelijk Ecuador en noordwestelijk Peru.